# Salto Fútbol Club
Salto Fútbol Club es un club de fútbol uruguayo de la ciudad de Salto, Uruguay que fue fundado en el año 2002 y que actualmente milita en la
Primera Divisional C de Uruguay.
El club llegó a jugar en la Segunda División Profesional de Uruguay en los años 2003 y 2004, realizando su mejor campaña en el 2003 quedando en el 7° puesto de la tabla acumulada. Pero después, terminó desafiliándose por deudas. La institución retornó a la AUF en la temporada 2021 para jugar el Campeonato Uruguayo de Primera División Amateur, tercera categoría del futbol uruguayo.

## Historia[2]
En el año 2002 se decide fundar el Salto Fútbol Club con el objetivo que tanto la ciudad como todo el departamento de Salto tuviera un representante dentro del fútbol profesional de Uruguay.
En el 2003 mediante una licitación el club ingresa en la Segunda División Profesional de Uruguay, concretando en ese mismo año su mejor campaña ubicándose finalmente en la 7ª posición. Al año siguiente vuelve a disputar el campeonato de Segunda, pero en esta oportunidad el equipo queda relegado al 16° puesto.
El club no volvió a participar en el fútbol profesional desde entonces, aunque en febrero de 2014 se envió una nota a la AUF solicitando el retorno a la competición no teniendo respuesta satisfactoria, en 2020 dos exjugadores de fútbol (Gonzalo Silva y Braian de Barros) salteños ambos deciden nuevamente reflotarlo junto a empresarios capitalinos, El club ahora es conducido por una sociedad anónima de nombre Salto Futbol Club SAD. y se anuncia su regreso a la 1ª División Amateur (C), para la temporada 2021, teniendo el 90% de sus jugadores oriundos del departamento según lo planeado. Un grupo inversor estará pagando la deuda generada en su última participación y se saldrá a buscar apoyo económico de los comercios de la ciudad.
En los últimos días de enero de 2021 se empezó a conformar el plantel, siendo jugadores locales con el pase en su poder, jugadores de la ciudad de Bella Unión, de la selección de Paysandú, el ex Peñarol y selección uruguaya Carlos Bueno, entre otros. Se cambió el escudo y se consiguió la ropa de entrenamiento, confeccionada por una empresa capitalina.

## Símbolos

### Escudo y bandera
Tanto en el escudo como en la bandera institucional, predomina el color naranja característico del club. En el caso del escudo, ha sufrido algunas variaciones con el paso de los años.
Evolución del escudo de Salto
|  |  |  |  |

## Uniforme

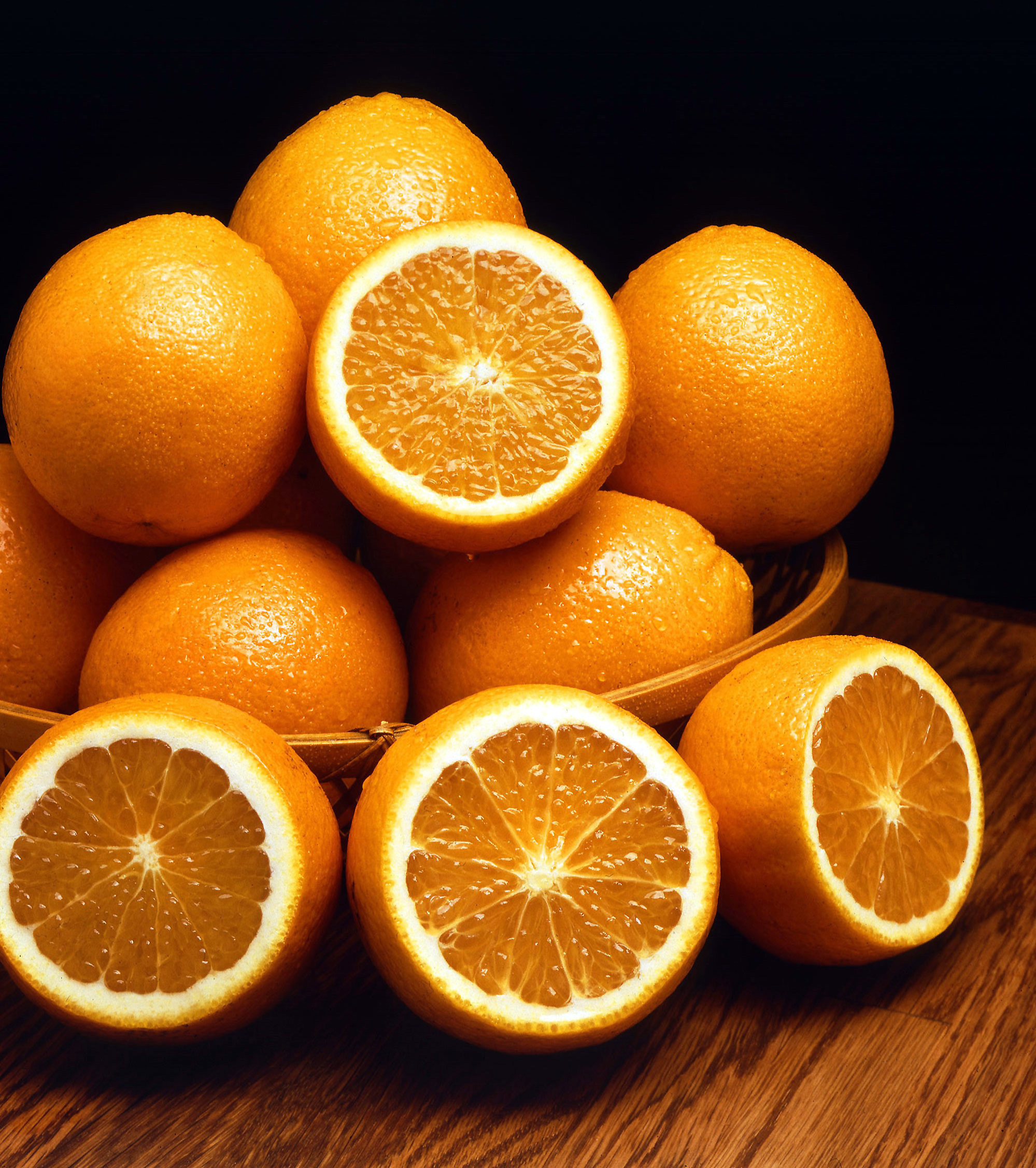
El naranja del uniforme refiere a la producción de naranjas, rasgo característico del departamento salteño.

- Uniforme titular: Camiseta y pantalones naranja con vivos azules, medias naranjas.
- Uniforme alternativo: Camiseta y pantalones azul con vivos naranja, medias azul.

El uniforme de color anaranjado, hace referencia al principal producto por el cual es conocido el departamento de Salto: la producción de naranjas. El color de alternativa es el azul, correspondiente a la bandera de Salto.

## Proveedores y patrocinadores
| Período       | Proveedor |
| ------------- | --------- |
| 2003-2004     | IKE       |
| 2021          | Starbade  |
| 2021-presente | Kelme     |

| Período       | Parte delantera           | Parte trasera                              | Mangas o short            |
| ------------- | ------------------------- | ------------------------------------------ | ------------------------- |
| 2003-2004     | Centro Médico Salto Honda | Naranjales Guarino Laboratorios Microsules | Salto Shopping & Terminal |
| 2021          | Centromédico              | Bandera de ?                               | Bandera de ?              |
| 2022-presente | Cambre Pose               | El Revoltijo                               | Bandera de ?              |

## Estadio
La Naranja ya compitió a nivel profesional en campañas anteriores, utilizando el Estadio Ernesto Dickinson como escenario principal.
Salto utilizará el Estadio Juan José Vispo Mari para oficiar de local, el mismo es propiedad de la Liga de las Colonias Agrarias de Salto. El estadio cuenta con tribunas en sectores este y oeste con una capacidad de 4.000 personas sentadas, aunque por el amplio terreno que circunda el campo de juego, la capacidad total es por lo menos, el doble.

## Trayectoria en AUF
| Temporada         | División | Puesto | PJ | PG | PE | PP | GF | GC | Pts.   | Notas                                         |
| ----------------- | -------- | ------ | -- | -- | -- | -- | -- | -- | ------ | --------------------------------------------- |
| 2003              | 2ª Div   | 7°     |    |    |    |    |    |    |        |                                               |
| 2004              | 2ª Div   | 16°    |    |    |    |    |    |    |        |                                               |
| 2005              | 2ª Div   | 14°    | 26 | 3  | 4  | 19 | 11 | 49 | 13     |                                               |
| Sin Participación |          |        |    |    |    |    |    |    |        |                                               |
| 2021              | 3°ra Div | 6.°    | 16 | 5  | 6  | 5  | 20 | 14 | 22,778 | Clasificado a la Segunda rueda del torneo     |
| 2022              | 3°ra Div | 15.°   | 11 | 4  | 0  | 7  | 9  | 15 | 12     | No Se Clasificó a la Segunda Rueda Del Torneo |
| 2023              | 3°ra Div | 21.°   | 10 | 1  | 2  | 7  | 9  | 22 | 5      | No Se Clasificó a la Segunda Rueda Del Torneo |
|                   |          |        |    |    |    |    |    |    |        |                                               |

## Palmarés
- Ningún título obtenido